# 마이클 돕스 (언론인)

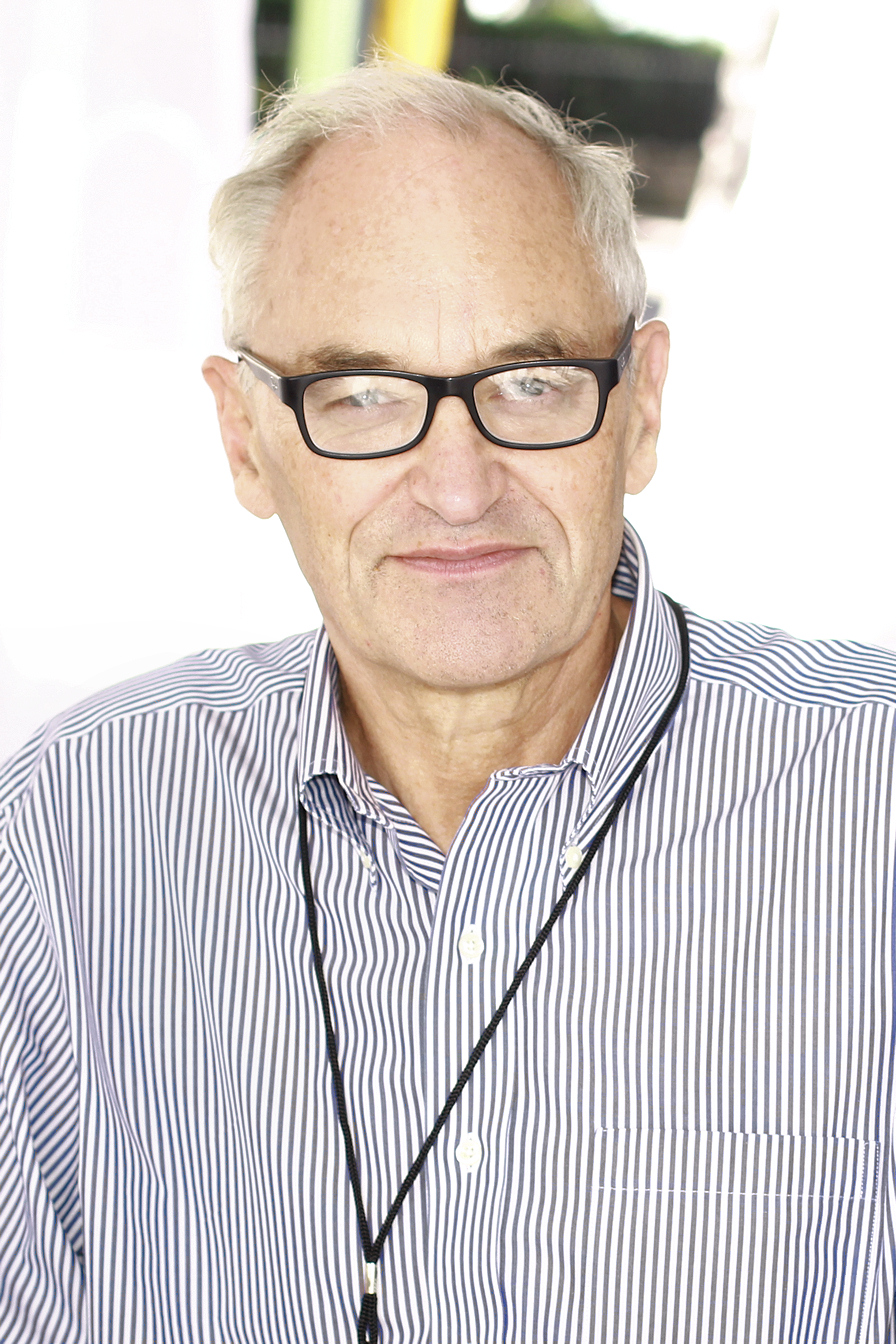
마이클 돕스

마이클 돕스(영어: Michael Dobbs, 1950년 ~ )는 〈워싱턴 포스트〉 베테랑 기자 출신의 미국의 언론인이자 논픽션 작가이다. 자신을 ‘냉전의 자식’(Child of the Cold War)이라고 부를 정도로 냉전과 인연이 깊다. 한국 전쟁이 발발한 1950년 영국 북아일랜드 벨파스트에서 태어나 생후 8주차에 외교관 부모를 따라 스탈린이 통치하는 소련 땅을 밟았다. 어린 시절 모스크바 붉은 광장에서 군사 퍼레이드를 지켜보고, 소련 국가보안위원회(KGB)의 미행과 쿠바 미사일 위기를 경험했다.
1980년 〈워싱턴 포스트〉에 들어가 동유럽·파리·모스크바 지국장을 역임하며, 1989년 중국 천안문 사태와 1991년 소련 제국 해체를 앞당긴 8월 쿠데타 등 굵직굵직한 사건을 취재했다. 이후 워싱턴 본사로 돌아와 국무부 담당 기자로 일했다. 2008년에는 정치인이 하는 발언의 정확성을 평가하는 팩트체커 칼럼을 시작했고, 같은 해 미국 대선 뒤 신문사에서 나왔다. 2010년 미국 시민권을 얻은 뒤 연구와 집필에 집중하고 있다.
대표작으로 냉전의 기원·절정·종식을 담은 ‘냉전 3부작’이 있다. 『1945』는 제2차 세계대전의 동맹이 냉전의 라이벌로 뒤바뀐 역사의 현장을 생생하게 담아 언론과 대중의 호평을 받았다. 『1962』에서는 ‘인류 역사상 가장 위험했던 순간’인 쿠바 미사일 위기의 전모를 파헤쳤고, 『1991』에서는 구소련 붕괴를 둘러싼 놀라운 순간을 흡인력 있게 설명했다.

## 저서

### 1945: 20세기를 뒤흔든 제2차 세계대전의 마지막 6개월
1945년 2월 루스벨트와 처칠과 스탈린이 크림반도의 휴양지인 얄타에서 만났을 때, 나치 독일군은 쫓기고 있었고 연합군의 승리는 임박했다. 연합국 세 지도자는 항구적 평화를 위한 청사진을 그리려 했지만, 오히려 유럽을 장기간 두 진영으로 나눌 기반을 마련했다. 같은 해 7월 독일 포츠담에서 3개국 정상이 다시 만났을 때 미국과 소련은 독일의 미래를 두고 티격태격하고, 처칠은 유럽 대륙에 ‘철의 장막’이 드리워질 것이라고 경고했다. '냉전 3부작' 기원 편인 『1945』는 베를린을 차지하기 위한 격전, 히틀러 자살, 루스벨트 대통령 사망, 처칠의 선거 패배, 그리고 원폭 투하까지 전설로 남은 정치적 거물들의 진면목과 현대사의 중대한 전환점을 설명해주는 작품이다.

### 1962: 세기의 핵담판 쿠바 미사일 위기의 13일
『1962』는 인류 역사상 가장 위험했던 순간이자 세기의 핵담판으로 알려진 쿠바 미사일 위기의 전모를 파헤친 역작. 저자 마이클 돕스는 6개국 자료를 교차검증하고 100명이 넘는 관련자와 인터뷰했다. 테크노 스릴러 소설의 거장 톰 클랜시를 떠올리게 하는 치밀한 묘사가 인상적이라는 평을 받는 작품이다.

### 1991: 공산주의 붕괴와 소련 해체의 결정적 순간들
『1961』는 근현대사에서 가장 충격적인 사건이라고 할만한 공산주의 붕괴와 소련 해체가 진행된 12년을 672쪽 분량의『1991』에 담았다. 『1945』,『1962』에 이은 ‘냉전 3부작’ 완간작이기도 한 이 책에서 저자는 소련의 베트남전이 된 1979년 아프간 침공을 시작으로 보수파의 1991년 8월 쿠데타에 이은 고르바초프의 소련 해체 선언까지 제국에 균열을 일으킨 일련의 사건들을 담았고, 구소련 전문가이자 前 우크라이나 대사로 일한 허승철 고려대학교 교수가 번역하고 사건 관련 고화질 사진과 이미지 27장을 삽입되어 있다.